# Alphonse de Tombay

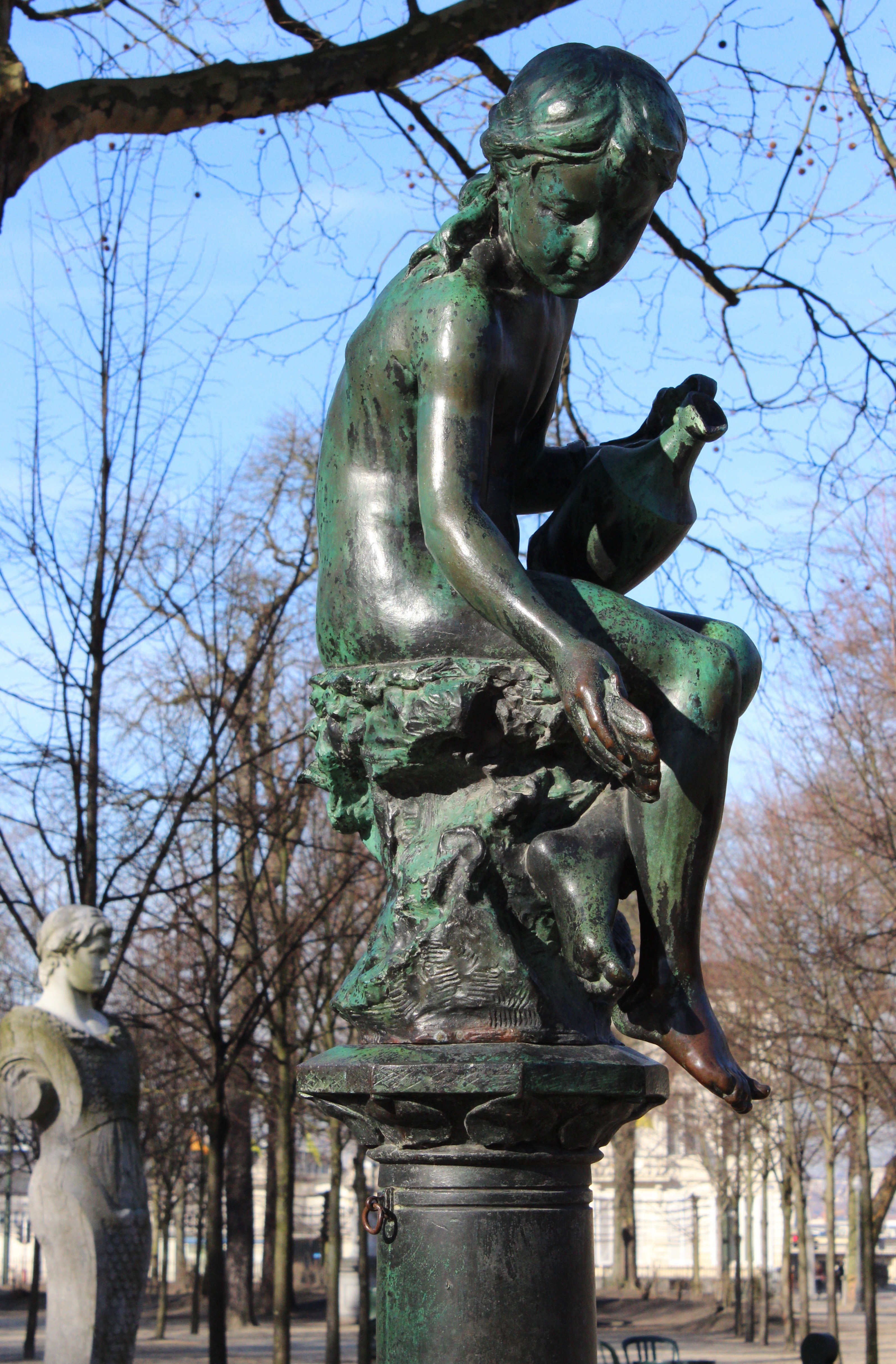
Fillette à la coquille uit 1901 in het Brusselse Warandepark

Alphonse de Tombay (Luik, 1843 - Brussel, 1918) is een Belgisch beeldhouwer.
De Tombay was een leerling van de Luikse beeldhouwer Prosper Drion aan de Académie des beaux-arts van Luik. In 1873 kreeg hij een beurs van de stichting Lambert Darchis om in Rome te verblijven van 1874 tot 1878. Bij zijn terugkeer in België installeerde hij zich in Brussel.

## Gekende werken
- 1885: Le cheval dompté, op de boulevard Frère-Orban in Luik.
- 1890: Rembert Dodoens, in de Kleine Zavel in Brussel.
- 1892: Le Droit, allegorisch beeld voor de façade van de Université de Liège aan de place du 20-Août.
- 1895: Chien aboyant, (Blaffende hond) in het Warandepark in Brussel.
- 1895: Le Lion, (De leeuw) in het Warandepark in Brussel.
- 1898: L'Aigle, in de Kruidtuin in Brussel.
- 1901: Fillette à la coquille, (Meisje met de schelp) in het Warandepark in Brussel.
- 1903: standbeeld van mineraloog en petrograaf Alphonse Renard, aan de Generaal de Gaullelaan en de vijvers van Elsene, door het kruispunt van Braambosstraat en Belle-Vuestraat gescheiden van de Koningstuin in Elsene.

Maar ook werk van de Tombay aan het Gemeentehuis van Sint-Gillis, in het Museum voor Schone Kunsten van Luik en in het Paleis van de Prins-bisschoppen in Luik.

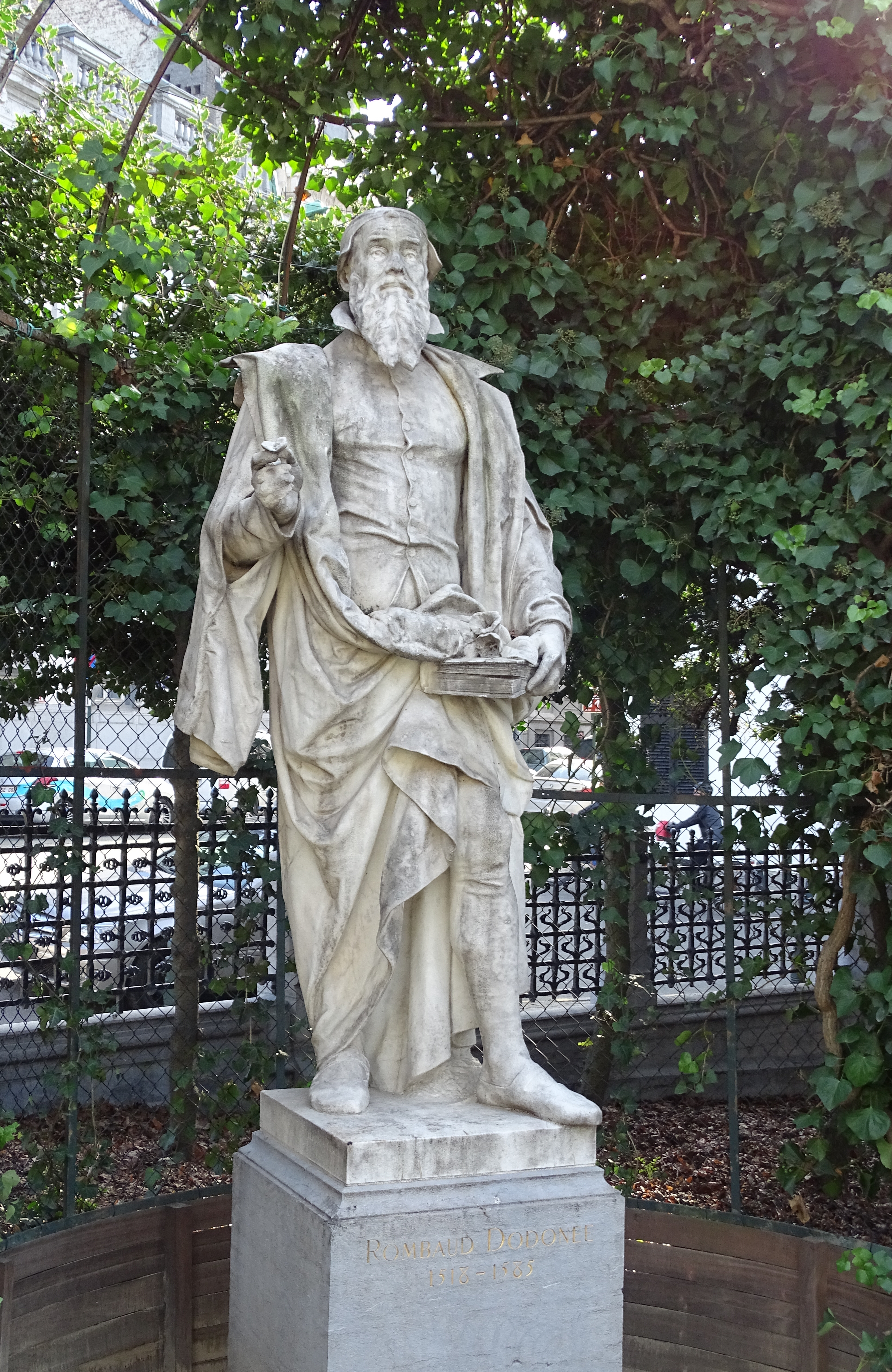
Rembert Dodoens

- RKD-Nederlands Instituut voor Kunstgeschiedenis: 95592
- Union List of Artist Names: 500771622
- Virtual International Authority File: 9742167202622567930007